# سومش
سومش (آلمانی: Somesch) انشعاب چپ رود تیسا در مجارستان و رومانی است. این رود حدود ۴۱۵ کیلومتر است که پنجاه کیلومتر آن در مجارستان است و پنجمین رود بزرگ رومانی به‌شمار می‌رود.